# Thomas Rettensteiner
Thomas Rettensteiner (geboren 1976 im Salzburger Land) ist ein österreichischer Opernsänger (Bariton).

## Leben
Er studierte Posaune, darstellende Kunst und Gesang an der Universität für Musik und darstellende Kunst Wien bei Franz Donner sowie Liedgesang bei Charles Spencer.
Während des Studiums sang er in der freien Wiener Opernszene, der Kammeroper Schloss Rheinsberg und bei der Accademia Rossiniana in Pesaro.
Nach Abschluss des Studiums erhielt er ein Engagement am Theater Hof, an dem er sieben Spielzeiten lang in zahlreichen Partien zu sehen war, zu Beginn noch vorwiegend im lyrischen Bereich, später dann auch im dramatischen Fach. So sang er Alfio in Cavalleria rusticana, die Hauptrolle in Nabucco, Scarpia in Tosca und Don Pizarro in Fidelio.
Seit September 2012 ist Thomas Rettensteiner am Theater Vorpommern engagiert. In der Spielzeit 2012/2013 sang er die Hauptrolle in Rigoletto. Weitere Rollen hier waren Telramund in Lohengrin, beide Figaros in Die Hochzeit des Figaro und Der Barbier von Sevilla, Oberst Ollendorf in Der Bettelstudent und die Titelpartie in Don Pasquale. In der Uraufführung von Bartleby – Eine Geschichte von der Wall Street in der Spielzeit 2014/15 sang er in der Rolle des Anwalts.
Aktuell wirkt er als Escamillo in Carmen, Renato in Ein Maskenball und als Biterolf in Tannhäuser und der Sängerkrieg auf Wartburg mit.